# Nhóm mang màu
Nhóm mang màu (tiếng Anh/Pháp: Chromophore, từ tiếng Hy Lạp cổ: χρῶμα/khrôma = màu sắc + φέρω/phóros = mang, chứa) là một phần của phân tử tạo nên màu sắc của phân tử đó. Màu xuất hiện khi một phân tử hấp thụ những bước sóng nhất định ở vùng khả kiến và truyền hoặc phản xạ những bước sóng khác. Chromophore là một vùng của phân tử nơi chênh lệch năng lượng giữa hai orbital phân tử khác nhau rơi vào vùng phổ khả kiến. Ánh sáng khả kiến chiếu tới chromophore vì thế có thể bị hấp thụ bởi một electron bị kích thích từ trạng thái nền sang trạng thái kích thích.
Trong các phân tử sinh học đóng vai trò bắt giữ hoặc phát hiện năng lượng ánh sáng, nhóm mang màu là một nửa tạo ra sự thay đổi hình thể phân tử đó khi bị ánh sáng chiếu vào.

Cấu trúc hóa học của một beta-carotene với 11 liên kết đôi tạo nên nhóm mang màu của phân tử được tô đỏ.

## Nhóm mang màu từ hệ liên kết pi liên hợp

Nhóm mang màu giãn thẳng ra khi tiếp xúc với một photon γ (ánh sáng), với bước sóng thích hợp: 11-cis-retinal trở thành all-trans-retinal

Trong các nhóm mang màu liên hợp, các electron nhảy giữa các mức năng lượng là các orbital pi mở rộng, tạo nên một chuỗi các liên kết đơn và đôi xen kẽ nhau, thường xuất hiện trong các hợp chất thơm. Các ví dụ thường gặp của nhóm này bao gồm retinaldehyde (chất ở võng mạc mắt dùng để tiếp nhận ánh sáng), các chất phẩm màu thực phẩm, chất nhuộm sợi (hợp chất azo), các chất chỉ thị pH, lycopen, β-caroten, và anthocyanin. Nhiều yếu tố khác nhau trong cấu trúc của một chromophore quyết định vùng bước sóng nào phân tử sẽ hấp thụ. Nối dài hay mở rộng một hệ liên hợp với nhiều liên kết không bão hòa (liên kết bội) hơn trong một phân tử sẽ khiến cho nó dịch miền hấp thụ về bước sóng dài hơn. Các quy tắc Woodward-Fieser có thể được dùng để ước tính bước sóng hấp thụ cực đại ở vùng cực tím - khả kiến trong những hợp chất hữu cơ chứa hệ liên kết pi liên hợp.
Một số các chất trong nhóm này là những nhóm mang màu phức chất kim loại, tức chứa một kim loại trong phối trí phức hợp với một phối tử. Chẳng hạn như chlorophyll, được thực vật sử dụng cho quang hợp và hemoglobin, chất vận chuyển oxy trong máu của các động vật có xương sống. Ở hai ví dụ này, kim loại phức hóa ở tâm của một vòng vòng lớn tetrapyrrole: ở hemoglobin là sắt trong nhóm hem (vòng porphyrin), ở chlorophyll là magnesi trong một vòng kiểu chlorin. Một hệ liên kết pi liên hợp của vòng vòng lớn (macrocycle) hấp thụ ánh sáng khả kiến. Bản chất của kim loại trung tâm cũng có thể ảnh hưởng tới phổ hấp thụ hoặc các tính chất liên quan như thời gian sống của trạng thái kích thích. Nửa tetrapyrrole trong các hợp chất hữu cơ không phải là vòng lớn nhưng vẫn có hệ liên kết pi liên hợp vẫn có thể là nhóm mang màu, chẳng hạn bilirubin và urobilin (màu vàng).

## Nhóm trợ sắc
Một nhóm trợ sắc là một nhóm chức các nguyên tử gắn vào nhóm mang màu có thể thay đổi khả năng hấp thụ ánh sáng, bước sóng hoặc cường độ hấp thụ của nhóm mang màu.

## Vận sắc trong nhóm mang màu
Vận sắc (halochromism) xảy ra khi một chất thay đổi màu khi pH thay đổi. Đây là một đặc tính của chất chỉ thị pH, khi cấu trúc phân tử thay đổi theo pH. Sự thay đổi cấu trúc này ảnh hưởng tới nhóm mang màu. Chẳng hạn, phenolphthalein là một chất chỉ thị pH với cơ chế thay đổi  như trong bảng dưới đây:
| Cấu trúc   |                         |                  |
| pH         | 0-8,2                   | 8,2-12           |
| Môi trường | axit hoặc gần trung hòa | base             |
| Tên màu    | không màu               | hồng tới đỏ thắm |
| Màu        |                         |                  |